# ヤーレンズのダダダ団!
『ツギハギ月曜日 ～ヤーレンズのダダダ団！～』（ツギハギげつようび～ヤーレンズのダダダだん！～）は2024年9月30日より毎週月曜21:15～23:30に放送されているバラエティ番組。
2024年10月改編でスタートした平日夜帯のレーベル「ツギハギ」の月曜枠に相当する。

## 概要
- 「M-1グランプリ2023」で準優勝を果たすなど、活躍が著しいお笑いコンビ・ヤーレンズによる、ABCラジオでの初の冠番組である。『ヤーレンズのラジオの虎』（お笑いラジオアプリGERA）、『ヤーレンズの＃ふらっと』（TBSラジオ）、『ヤーレンズのオールナイトニッポン0(ZERO)』（ニッポン放送）に続く、自身4本目のレギュラーラジオとなった。
- 番組の開始に際したコメントで、出井はABCラジオを聴いて育ったことを公言し、よく聴いていた番組のひとつに、当番組の前身である『ABCミュージックパラダイス』を挙げている[1]。また、『誠のサイキック青年団』から勝手に番組タイトルに「団」の一文字を拝借したとのこと[1]。
- ヤーレンズが担当する他ラジオ番組との相違点として、毎回異なるパートナーが出演し、トークを繰り広げるのが特徴。全国に通用することを意識し、『ツギハギ』合同のXアカウントとは別に、当番組独自のアカウントを開設したり、公式YouTubeチャンネルを立ち上げ、アーカイブ音源を公開したりしている[注 1]。また、スポンサーに訴求するようなコーナーも制作されており、他の曜日に先駆けてスポンサーがついた (後述)。

- 基本的にABCラジオ東京支社のスタジオから放送しているが、ヤーレンズのスケジュールの都合により、大阪本社の「ジテシラプロジェクトスタジオ」[2]から放送することもある。

- 出井がダダダ団の団長とされ、番組リスナーは団員と呼ばれる。第11回放送[3]からは、優秀な投稿をしたリスナーには団員ナンバーが付与され[注 2]、出井の直筆[4]で団員ナンバーとラジオネームが書かれた、番組特製の団員カードが贈呈されている。

## 出演者

### パーソナリティ
- ヤーレンズ (楢原真樹、出井隼之介)

### パートナー
★の回は大阪から生放送

#### 2024年
| 放送回 | 日時     | パートナー                                            | 備考                                                                    |
| ------ | -------- | ----------------------------------------------------- | ----------------------------------------------------------------------- |
| #1     | 9月30日  | ファーストサマーウイカ                                | 団員No.1 事前の告知ではシークレットとされ、生放送中に出演が明かされた。 |
| #2★    | 10月7日  | 北村真平 (ABCアナウンサー)                            |                                                                         |
| #3     | 10月14日 | ファーストサマーウイカ                                |                                                                         |
| #4     | 10月21日 | 小林麗菜                                              | 団員No.2                                                                |
| #5     | 10月28日 | 国崎和也 (ランジャタイ)                               |                                                                         |
| #6     | 11月4日  | ファーストサマーウイカ                                |                                                                         |
| #7     | 11月11日 | よし (トキヨアキイ) 堀 (おミルク) 三好陽介 (ワルヂエ) | 「楢原真樹誕生日スペシャル」と題して、3人の後輩芸人が出演               |
| #8★    | 11月18日 | ヘンダーソン                                          |                                                                         |
| #9     | 11月25日 | 小林麗菜                                              |                                                                         |
| #10    | 12月2日  | 街裏ぴんく                                            |                                                                         |
| #11    | 12月9日  | 小林麗菜                                              |                                                                         |
| #12★   | 12月15日 | Dr.ハインリッヒ                                       |                                                                         |
| #13    | 12月23日 | ファーストサマーウイカ                                |                                                                         |
| #14    | 12月30日 | 国崎和也 (ランジャタイ)                               |                                                                         |

#### 2025年
| 放送回 | 日時    | パートナー                 | 備考                                                                      |
| ------ | ------- | -------------------------- | ------------------------------------------------------------------------- |
| #15    | 1月6日  | ママタルト                 |                                                                           |
| #16★   | 1月13日 | ラフ次元                   | ツギハギ水曜日『ラフ次元の遅咲き19BLUES』パーソナリティ                   |
| #17    | 1月20日 | 真空ジェシカ               |                                                                           |
| #18    | 1月27日 | 小林麗菜                   |                                                                           |
| #19    | 2月3日  | ファーストサマーウイカ     |                                                                           |
| #20★   | 2月10日 | Dr.ハインリッヒ            |                                                                           |
| #21    | 2月17日 | トム・ブラウン             |                                                                           |
| #22★   | 2月24日 | 金属バット                 | 団員No.71 (小林)・団員No.72 (友保) 『金属バットの社会の窓』パーソナリティ |
| #23    | 3月3日  | 街裏ぴんく                 |                                                                           |
| #24    | 3月10日 | ファーストサマーウイカ     |                                                                           |
| #25    | 3月17日 | 小林麗菜                   |                                                                           |
| #26★   | 3月24日 | Dr.ハインリッヒ            |                                                                           |
| #27    | 3月31日 | 松井ケムリ（令和ロマン）   |                                                                           |
| #28    | 4月7日  | 虹の黄昏                   |                                                                           |
| #29    | 4月14日 | 街裏ぴんく                 |                                                                           |
| #30    | 4月21日 | ファーストサマーウイカ     |                                                                           |
| #31    | 4月28日 | 林家つる子                 |                                                                           |
| #32★   | 5月5日  | Dr.ハインリッヒ            |                                                                           |
| #33    | 5月12日 | ファーストサマーウイカ     |                                                                           |
| #34    | 5月19日 | 東京ホテイソン             |                                                                           |
| #35    | 5月26日 | 小林麗菜                   |                                                                           |
| #36    | 6月2日  | 国崎和也 (ランジャタイ)    |                                                                           |
| #37    | 6月9日  | メイプル超合金             |                                                                           |
| #38    | 6月16日 | 小林麗菜                   |                                                                           |
| #39    | 6月23日 | ファーストサマーウイカ     |                                                                           |
| #40    | 6月30日 | 街裏ぴんく                 |                                                                           |
| #41    | 7月7日  | 髙比良くるま（令和ロマン） | 出演予定時刻から約30分遅れて出演。                                        |
| #42    | 7月14日 | 小林麗菜                   |                                                                           |
| #43    | 7月21日 | ファーストサマーウイカ     |                                                                           |
| #44    | 7月28日 | 街裏ぴんく                 |                                                                           |
| #45    | 8月4日  | 小林麗菜                   |                                                                           |
| #46    | 8月11日 | ファーストサマーウイカ     |                                                                           |

## コーナー・企画

### 複数回行われているもの
便宜上、明確な終了宣言がなされていないものもここに記す。
トリビアの水たまり (#1 - )
- 少し狭いテーマを設け、そのテーマに関するトリビアネタを募集する。タイトルは「トリビアの泉」のパロディ。トリビアを紹介する際の出井の語り口が、なぜか毎回野村克也風になっている。なお、優秀なトリビアを送ったリスナーには団員カードが贈られる。
- 2024年の12月[53]と2025年の3月[54]に、教育事業会社である株式会社Z会がコーナースポンサーとなっていた（提供の名義は「社会人もZ会」）[55]。「ツギハギ」の全曜日を通じて、初のコーナースポンサーとなった。この期間は「団員増加月間」と題し、Xにて番組ハッシュタグとコラボハッシュタグ「#社会人もZ会」をセットでつけてポストしたリスナーの中から、毎週抽選で3名に団員カードをプレゼントするキャンペーンが行われた[54]。
- 各回のテーマは次の通り。

| 放送回 | 放送日   | テーマ           |
| ------ | -------- | ---------------- |
| #1     | 9月30日  | 週刊少年ジャンプ |
| #3     | 10月13日 | 週刊少年ジャンプ |
| #4     | 10月20日 | 洋画             |
| #5     | 10月27日 | ドラマ           |
| #6     | 11月4日  | スポーツ         |
| #7     | 11月11日 | ポケモン         |
| #8     | 11月18日 | ファッション     |
| #9     | 11月25日 | 旅行             |
| #10    | 12月2日  | 本               |
| #11    | 12月9日  | 大阪             |
| #12    | 12月16日 | 占い             |
| #13    | 12月23日 | チャンピオン     |
| #14    | 12月30日 | 2024             |

| 放送回 | 放送日  | テーマ                     |
| ------ | ------- | -------------------------- |
| #15    | 1月6日  | お正月                     |
| #16    | 1月13日 | 相撲                       |
| #17    | 1月20日 | 結婚                       |
| #19    | 2月3日  | 麺類                       |
| #20    | 2月10日 | バレンタイン               |
| #23    | 3月3日  | ヒップホップ               |
| #24    | 3月10日 | 葉っぱ                     |
| #25    | 3月17日 | 日本の慣習                 |
| #26    | 3月24日 | 100                        |
| #27    | 3月31日 | おじいちゃん・おばあちゃん |
| #28    | 4月7日  | 車                         |
| #30    | 4月21日 | 天気                       |
| #31    | 4月28日 | 家                         |
| #32    | 5月5日  | アイドル                   |
| #33    | 5月12日 | 人体                       |
| #35    | 5月26日 | キス                       |
| #36    | 6月2日  | 写真                       |
| #38    | 6月16日 | 赤・紫・金                 |
| #39    | 6月23日 | 宇宙                       |
| #41    | 7月7日  | ギャンブル                 |
| #42    | 7月14日 | 睡眠                       |
| #43    | 7月21日 | 九州・沖縄                 |
| #44    | 7月28日 | ギバ                       |
| #45    | 8月4日  | うんち                     |

かかり-1グランプリ（#15 - ）
- 大喜利コーナー。初のM-1決勝の舞台でかかりすぎて、普段の倍の声量になっていたママタルト・檜原のように、世の中の人や物がかかりすぎてしまった場合、どうなるのか考える。

大丈夫でしょ！（#27 - ）
- 現代社会に星の数ほどある「お悩み」を、ヤーレンズが「大丈夫でしょ！」の一言で優しく包み込むコーナー。

第27回から番組スポンサーを務める牛乳石鹸とのコラボコーナーである。第28回からはコラボハッシュタグとして「#牛乳石鹸でしょ」が制定され、番組ハッシュタグとともにポストすることが推奨されている。
階段（#4 - ）
- 大阪時代に大楽屋の雰囲気になじめずに、階段に逃げ込んでいた楢原のように、思わず階段に逃げたくなったエピソードやシチュエーションを募集するコーナー。

CMお待ちしてます（#1、#4、#5）
- スポンサー獲得には高い好感度が必須となるため、「ヤーレンズってこんなに好感度高いんだ！」と勘違いされるほど褒めたメールを募集する。また、相性がよさそうな企業や商品を考える。

恋愛相談（#3、#5、#11）
- 現在進行形の恋の悩みやかつての恋のモヤモヤを募集し、ヤーレンズとパートナーが相談に乗る。

これって私だけ（#9、#11、#14）
- 自分や家族・仲間だけの暗黙の了解など、冷静に考えるとちょっと違和感を感じる身の回りのルールを募集するコーナー。

第6回からメールの募集が開始され、第9回から正式にコーナー化された。
ベストな返し（#18、#25）
- 「尊敬する先輩に好きなものを聞かれたときの舐められない回答」を、先輩からの質問とともに募集する。主に小林麗菜がパートナーの回で行われる。

ポエジャン（#12、#20、#26、#32）
- Dr.ハインリッヒが掲げる思想「ポエジャン」（ポエティックだったじゃろ）に当てはまるものや出来事を、リスナーの感性をもとに募集する。

第12回の放送内で突発的に行われた後、第20回・第26回では正式にメールテーマとして募集され、以降、Dr.ハインリッヒがパートナーの回での定番コーナーとなっている。
HIP HOPイズム（#23、#29、#40）
- 「もしかしてこれがHIP HOPか？」と思うことを募集する。主に街裏ぴんくがパートナーの回で行われる。

### 単発で行われたもの
大阪やな～（#1）
- ヤーレンズが思わず「大阪やな～」と言ってしまうような、リスナーが日常で出会った「大阪を感じる人、もの、出来事」を紹介する。

熟年さんいらっしゃい！（#1）
- 新婚の出井が今後も夫婦仲を維持できるよう、先輩既婚者リスナーからの愚痴を募集し、事前に対策を考える。

推しに冷めた瞬間（#6）
- 大好きだった推しに冷めた瞬間や、推さなくなった理由を募集した。

クイズ！楢原真樹♪（#7）
- 楢原にまつわるクイズを募集し、パートナーの後輩芸人3名が回答した。

大鶴肥満活用術（#15）
- 規格外な大きさの大鶴肥満を使って、世界をちょっとだけよくする方法を募集した。

梅村テンションダウン（#16）
- NSC時代に9股していたことを楢原に暴露され、明らかにテンションが下がったラフ次元・梅村のように、誰かにひとこと言い、その人のテンションを下げる大喜利コーナー。

嘘雑学（#16）
- 雑学を得意とするラフ次元・梅村が、言いそうで言わないウソの雑学を募集した。

整いませんでした…（#17）
- ねづっちが、本番前に衣装にうどんをかけられた状態で披露してしまう「全然整っていないなぞかけ」を募集した。

出陰謀論（#19）
- 「地球は平面」「飛行機雲は毒ガス」といった陰謀論を語る出井が、リスナーの知っている陰謀論の真実を明らかにする。

なお、事前に出井から「”マジなやつ”を送って来られても読まれない」と注意喚起がなされ、あくまでネタコーナーであることが強調された。
大阪ニュースの窓（#22）
- 『金属バットの社会の窓』の名物コーナー・「ニュースの窓」の関西版。ヤーレンズが今知っておくべき、関西に関する少しニッチな時事情報を募集した。

ウイグル（#24）
- 楢原が宮下草薙とウイグル料理を食べに行ったエピソードトークを、3週にわたって先延ばしにしたことから、「話の続きが気になるメール」を募集し、最も続きが気になるメールを送ったリスナーに電話を繋いで続きを聞いた。

結婚生活の悩み予想（#34）
- 出井と東京ホテイソン・ショーゴが同日に結婚発表してから約1年、「そろそろ夫婦間の悩みも出てくる頃」ということで、ふたりが自分の口からは言えない悩みや葛藤をリスナーが予想する。

### 終了したもの
ワイドナラショー（#1 - #18）
- 22時の時報明けに行われていたコーナー。昭和や平成にあったゴシップネタやスキャンダルなど、"今更"なニュースを取り上げる。タイトルや構成は「ワイドナショー」のパロディであり、コーナーの進行は楢原扮する東野幸治のモノマネの"東楢幸治"が担当した。

新年度メール（#24 - #27）
- Z会とのコラボによる、2025年3月の期間限定コーナー。新年度にまつわるメールを募集した。

## 参照
1. 1 2  “ABCラジオ、平日夜の新番組『ツギハギ』始動 ヤーレンズら多彩なパーソナリティー発表” (2024年9月19日). 2024年12月27日閲覧。
2. ↑  @tsugihagiabc (7 October 2024). “【ABCラジオ 9月30日～スタート！】ツギハギ”. X（旧Twitter）より2024年12月27日閲覧.
3. 1 2 3 4  @dadadadan18271 (8 December 2024). “📻月曜21時15分～OA#ツギハギ 月曜日〜ヤーレンズの #ダダダ団！〜🎉M-1決勝進出🎉そんなおめでたい明日のパートナーは、🌟小林麗菜さん🌟団員カードお披露目&プレゼントSP✨絶対生で聴いてください”. X（旧Twitter）より2025年5月14日閲覧.
4. 1 2 3  @dadadadan18271 (14 December 2024). “📻月曜21時15分～OA#ツギハギ 月曜日〜ヤーレンズの #ダダダ団！〜次回のパートナーは、🌟Dr.ハインリッヒさん🌟”. X（旧Twitter）より2025年5月14日閲覧.
5. ↑  @FirstSummerUika (25 November 2024). “ファーストサマーウイカ”. X（旧Twitter）より2024年12月27日閲覧.
6. 1 2 3 4 5 6 7  @tsugihagiabc (26 September 2024). “／#ツギハギ 月曜日〜ヤーレンズのダダダ団！〜＼#ヤーレンズ ×パートナーでお届けする生放送📻9/30(月)の初回パートナーは〇〇〇さん❓ぜひリアタイしてお確かめください🌻そして、初回のリスナー投稿コーナーを発表💫盛り上がったコーナーは継続か”. X（旧Twitter）より2025年5月14日閲覧.
7. ↑  @tsugihagiabc (30 September 2024). “「ヤーレンズのダダダ団！」只今、放送中！ヤーレンズのおふざけトークが止まりませ～ん！”. X（旧Twitter）より2025年5月19日閲覧.
8. ↑  @tsugihagiabc (6 October 2024). “📻月曜21時15分～OA📻／#ツギハギ 月曜日〜ヤーレンズのダダダ団！〜＼第2夜のパートナーは…🌟北村真平アナウンサー🌟”. X（旧Twitter）より2025年5月14日閲覧.
9. 1 2  @tsugihagiabc (13 October 2024). “📻月曜21時15分～OA📻#ツギハギ 月曜日〜ヤーレンズのダダダ団！〜明日のパートナーは…🌟ファーストサマーウイカさん🌟”. X（旧Twitter）より2025年5月14日閲覧.
10. 1 2  @tsugihagiabc (19 October 2024). “📻月曜21時15分～OA📻#ツギハギ 月曜日〜ヤーレンズのダダダ団！〜次回のパートナーは…🌟小林麗菜さん🌟トリビアの水たまりのテーマは「洋画」🎥小さなトリビアお待ちしてます”. X（旧Twitter）より2025年5月14日閲覧.
11. ↑  @dadadadan18271 (14 December 2024). “【公式】ツギハギ～ ヤーレンズのダダダ団！”. X（旧Twitter）より2024年12月27日閲覧.
12. 1 2 3  @tsugihagiabc (26 October 2024). “📻月曜21時15分～OA#ツギハギ 月曜日〜ヤーレンズの #ダダダ団！〜次回のパートナーは、🌟ランジャタイの国崎和也さん🌟トリビアのテーマは「ドラマ」🎥おじさん3人への恋愛相談もお待ちしてます”. X（旧Twitter）より2025年5月14日閲覧.
13. 1 2 3 4  @tsugihagiabc (2 November 2024). “📻月曜21時15分～OA#ツギハギ 月曜日〜ヤーレンズの #ダダダ団！〜次回のパートナーは、🌟ファーストサマーウイカさん🌟トリビアのテーマは「スポーツ」🎥推しに冷めたメールもお待ちしてます”. X（旧Twitter）より2025年5月14日閲覧.
14. 1 2 3  @tsugihagiabc (9 November 2024). “📻月曜21時15分～OA#ツギハギ 月曜日〜ヤーレンズの #ダダダ団！〜11日は、、、🎉楢原真樹お誕生日おめでとうSP🎉コーナーに加えて、お祝いメールもどしどし送ってください”. X（旧Twitter）より2025年5月14日閲覧.
15. 1 2  @tsugihagiabc (17 November 2024). “📻月曜21時15分～OA#ツギハギ 月曜日〜ヤーレンズの #ダダダ団！〜明日のパートナーは🌟ヘンダーソン🌟トリビアのテーマは「ファッション」👔階段メールもお待ちしてます”. X（旧Twitter）より2025年5月14日閲覧.
16. 1 2  @tsugihagiabc (24 November 2024). “📻月曜21時15分～OA#ツギハギ 月曜日〜ヤーレンズの #ダダダ団！〜🎉M-1準決勝進出🎉そんなおめでたい回のパートナーは🌟小林麗菜さん🌟トリビアのテーマは「旅行」”. X（旧Twitter）より2025年5月14日閲覧.
17. 1 2  @dadadadan18271 (30 November 2024). “📻月曜21時15分～OA#ツギハギ 月曜日〜ヤーレンズの #ダダダ団！〜次回のパートナーは、初登場・・・🌟街裏ぴんくさん🌟トリビアのテーマは「本」”. X（旧Twitter）より2025年5月14日閲覧.
18. ↑  @uenosono68 (15 December 2024). “上ノ薗公秀（ABCラジオでプロデューサー業と『大国ベース』主宰）”. X（旧Twitter）より2024年12月27日閲覧.
19. 1 2  @dadadadan18271 (21 December 2024). “📻月曜21時15分～OA#ツギハギ 月曜日〜ヤーレンズの #ダダダ団！〜次回のパートナーは、🌟ファーストサマーウイカさん🌟”. X（旧Twitter）より2025年5月14日閲覧.
20. 1 2  @dadadadan18271 (28 December 2024). “📻月曜21時15分～OA#ツギハギ 月曜日〜ヤーレンズの #ダダダ団！〜2024年最後のパートナーは、🌟ランジャタイ国崎和也さん🌟”. X（旧Twitter）より2025年5月14日閲覧.
21. 1 2  @dadadadan18271 (5 January 2025). “📻月曜21時15分～OA#ツギハギ 月曜日〜ヤーレンズの #ダダダ団！〜2025年最初のパートナーは、🌟ママタルト🌟”. X（旧Twitter）より2025年5月14日閲覧.
22. 1 2  @dadadadan18271 (12 January 2025). “📻月曜21時15分～OA#ツギハギ 月曜日〜ヤーレンズの #ダダダ団！〜明日は大阪からの生放送📻🌟ラフ次元さんがパートナー”. X（旧Twitter）より2025年5月14日閲覧.
23. 1 2 3  @dadadadan18271 (19 January 2025). “📻月曜21時15分～OA#ツギハギ 月曜日〜ヤーレンズの #ダダダ団！〜明日は...🌟真空ジェシカさんがパートナー”. X（旧Twitter）より2025年5月14日閲覧.
24. 1 2  @dadadadan18271 (25 January 2025). “📻月曜21時15分～OA#ツギハギ 月曜日〜ヤーレンズの #ダダダ団！〜次回は...🌟小林麗菜さんがパートナー”. X（旧Twitter）より2025年5月14日閲覧.
25. 1 2 3  @dadadadan18271 (2 February 2025). “📻月曜21時15分～OA#ツギハギ 月曜日〜ヤーレンズの #ダダダ団！〜明日のパートナーは🌟ファーストサマーウイカさん”. X（旧Twitter）より2025年5月14日閲覧.
26. 1 2 3  @dadadadan18271 (8 February 2025). “📻月曜21時15分～OA#ツギハギ 月曜日〜ヤーレンズの #ダダダ団！〜次回のパートナーは🌟Dr.ハインリッヒさん”. X（旧Twitter）より2025年5月14日閲覧.
27. ↑  @dadadadan18271 (16 February 2025). “📻月曜21時15分～OA#ツギハギ 月曜日〜ヤーレンズの #ダダダ団！〜次回のパートナーは🌟トム・ブラウンさん”. X（旧Twitter）より2025年5月14日閲覧.
28. 1 2  @dadadadan18271 (23 February 2025). “📻月曜21時15分～OA#ツギハギ 月曜日〜ヤーレンズの #ダダダ団！〜明日のパートナーは🌟金属バットさん”. X（旧Twitter）より2025年5月14日閲覧.
29. 1 2 3 4  @dadadadan18271 (2 March 2025). “📻月曜21時15分～OA#ツギハギ 月曜日〜ヤーレンズの #ダダダ団！〜明日のパートナーは🌟街裏ぴんくさん”. X（旧Twitter）より2025年5月14日閲覧.
30. 1 2 3  @dadadadan18271 (9 March 2025). “📻月曜21時15分～OA#ツギハギ 月曜日〜ヤーレンズの #ダダダ団！〜明日のパートナーは🌟ファーストサマーウイカさん”. X（旧Twitter）より2025年5月14日閲覧.
31. 1 2 3  @dadadadan18271 (16 March 2025). “📻月曜21時15分～OA#ツギハギ 月曜日〜ヤーレンズの #ダダダ団！〜次回は...🌟小林麗菜さんがパートナー”. X（旧Twitter）より2025年5月14日閲覧.
32. 1 2 3  @dadadadan18271 (23 March 2025). “📻月曜21時15分～OA#ツギハギ 月曜日〜ヤーレンズの #ダダダ団！〜次回は...🌟Dr.ハインリッヒさんがパートナー”. X（旧Twitter）より2025年5月14日閲覧.
33. 1 2 3  @dadadadan18271 (30 March 2025). “📻月曜21時15分～OA#ツギハギ 月曜日〜ヤーレンズの #ダダダ団！〜明日のパートナーは...🧔‍♂️令和ロマン 松井ケムリさん🧔‍♂️”. X（旧Twitter）より2025年5月14日閲覧.
34. 1 2  @dadadadan18271 (6 April 2025). “📻月曜21時15分～OA#ツギハギ 月曜日〜ヤーレンズの #ダダダ団！〜明日のパートナーは...🆖#虹の黄昏 のお２人🆖”. X（旧Twitter）より2025年5月14日閲覧.
35. 1 2  @dadadadan18271 (13 April 2025). “📻月曜21時15分～OA#ツギハギ 月曜日〜ヤーレンズの #ダダダ団！〜明日のパートナーは...🎤#街裏ぴんく さん🎤”. X（旧Twitter）より2025年5月14日閲覧.
36. 1 2  @dadadadan18271 (20 April 2025). “📻月曜21時15分～OA#ツギハギ 月曜日〜ヤーレンズの #ダダダ団！〜明日のパートナーは...👘#ファーストサマーウイカ さん👘”. X（旧Twitter）より2025年5月14日閲覧.
37. 1 2  @dadadadan18271 (27 April 2025). “📻月曜21時15分～OA#ツギハギ 月曜日〜ヤーレンズの #ダダダ団！〜明日のパートナーは...🪭#林家つる子 さん🪭”. X（旧Twitter）より2025年5月14日閲覧.
38. 1 2  @dadadadan18271 (4 May 2025). “📻月曜21時15分～OA#ツギハギ 月曜日〜ヤーレンズの #ダダダ団！〜明日は...🌟Dr.ハインリッヒさんがパートナー”. X（旧Twitter）より2025年5月14日閲覧.
39. 1 2  @dadadadan18271 (11 May 2025). “📻月曜21時15分～OA#ツギハギ 月曜日〜ヤーレンズの #ダダダ団！〜単独ツアーがスタート👏明日は...🌟ファーストサマーウイカさんがパートナー”. X（旧Twitter）より2025年5月14日閲覧.
40. ↑  @dadadadan18271 (18 May 2025). “📻月曜21時15分～OA#ツギハギ 月曜日〜ヤーレンズの #ダダダ団！〜フォロワー3000人突破感謝です👏明日は...🆕東京ホテイソンさんがパートナー”. X（旧Twitter）より2025年5月19日閲覧.
41. 1 2  @dadadadan18271 (24 May 2025). “📻月曜21時15分～OA#ツギハギ 月曜日〜ヤーレンズの #ダダダ団！〜次回のパートナーは...🎥#小林麗菜 さん🎥”. X（旧Twitter）より2025年5月26日閲覧.
42. 1 2  @dadadadan18271 (1 June 2025). “📻月曜21時15分～OA#ツギハギ 月曜日〜ヤーレンズの #ダダダ団！〜次回のパートナーは...🟨#ランジャタイ 国崎さん”. X（旧Twitter）より2025年6月2日閲覧.
43. ↑  Inc, Natasha. “メイプル超合金が2人揃ってヤーレンズの生放送ラジオに登場”. お笑いナタリー. 2025年6月9日閲覧。
44. 1 2  @dadadadan18271 (14 June 2025). “📻月曜21時15分～OA#ツギハギ 月曜日〜ヤーレンズの #ダダダ団！〜次回のパートナーは...🎥#小林麗菜 さん”. X（旧Twitter）より2025年6月17日閲覧.
45. 1 2  @dadadadan18271 (22 June 2025). “📻月曜21時15分～OA#ツギハギ 月曜日〜ヤーレンズの #ダダダ団！〜次回のパートナーは...🇹🇭#ファーストサマーウイカ さん”. X（旧Twitter）より2025年6月23日閲覧.
46. 1 2  @dadadadan18271 (28 June 2025). “📻月曜21時15分～OA#ツギハギ 月曜日〜ヤーレンズの #ダダダ団！〜次回のパートナーは...📻#街裏ぴんく さん”. X（旧Twitter）より2025年6月30日閲覧.
47. 1 2  @dadadadan18271 (5 July 2025). “📻月曜21時15分～OA#ツギハギ 月曜日〜ヤーレンズの #ダダダ団！〜次回のパートナーは🚙令和ロマン #髙比良くるま さん”. X（旧Twitter）より2025年7月7日閲覧.
48. ↑  Inc, Natasha. “令和ロマンくるま、ラジオ生放送に遅刻 出井「ヤーレンズの仕事でよかったね」”. お笑いナタリー. 2025年7月14日閲覧。
49. 1 2  @dadadadan18271 (12 July 2025). “📻月曜21時15分～OA#ツギハギ 月曜日〜ヤーレンズの #ダダダ団！〜次回のパートナーは🎥 #小林麗菜 さん”. X（旧Twitter）より2025年7月14日閲覧.
50. 1 2  @dadadadan18271 (19 July 2025). “📻月曜21時15分～OA#ツギハギ 月曜日〜ヤーレンズの #ダダダ団！〜次回のパートナーは🥼#ファーストサマーウイカ さん”. X（旧Twitter）より2025年7月21日閲覧.
51. 1 2  @dadadadan18271 (26 July 2025). “📻月曜21時15分～OA#ツギハギ 月曜日〜ヤーレンズの #ダダダ団！〜次回のパートナーは🎤 #街裏ぴんく さん”. X（旧Twitter）より2025年7月28日閲覧.
52. 1 2  @dadadadan18271 (3 August 2025). “📻月曜21時15分～OA#ツギハギ 月曜日〜ヤーレンズの #ダダダ団！〜次回のパートナーは🎙️ #小林麗菜 さん”. X（旧Twitter）より2025年8月4日閲覧.
53. ↑  @dadadadan18271 (9 December 2024). “このあと21時15分からは#ツギハギ 月曜日🏃#ヤーレンズ の #ダダダ団！🏃今夜のパートナーは…🎬#小林麗菜 さん🎬さらに今月は団員増加月間です！#社会人もZ会 でポストもお願いします”. X（旧Twitter）より2025年5月19日閲覧.
54. 1 2 3  @dadadadan18271 (3 March 2025). “またまた！団員増加月間を実施！！🔥#ダダダ団 と #社会人もZ会 を含めてポストしてくださった方から抽選で毎週3名団員カード贈呈！さらに…・新年度に向けて挑戦する、したい事・お悩み・新年度ライフハック こちらも募集、来週からご紹介します！”. X（旧Twitter）より2025年5月19日閲覧.
55. ↑  『【Ｚ会】ABCラジオ「ツギハギ月曜日～ヤーレンズのダダダ団！～」で12月より「Asteria for Business」のCMを放送します』（プレスリリース）増進会ホールディングス（Ｚ会グループ）、2024年12月4日。2024年12月27日閲覧。
56. 1 2  @dadadadan18271 (6 January 2025). “📻月曜21時15分～OA#ツギハギ 月曜日〜ヤーレンズの #ダダダ団！〜今夜、ママタルトさんとお届けする大喜利コーナーは・・・1⃣かかる-1グランプリ2⃣大鶴肥満活用術”. X（旧Twitter）より2025年5月19日閲覧.
57. 1 2  ヤーレンズのダダダ団! (2024-11-25), ABCラジオ【ヤ―レンズのダダダ団！】#4(2024年10月21日)　パートナー：小林 麗菜 2025年5月26日閲覧。
58. ↑  ヤーレンズのダダダ団! (2024-11-25), ABCラジオ【ヤ―レンズのダダダ団！】#5(2024年10月28日)　パートナー：ランジャタイ国崎 和也 2025年5月26日閲覧。
59. ↑  ヤーレンズのダダダ団! (2024-11-28), ABCラジオ【ヤ―レンズのダダダ団！】#9(2024年11月25日)　パートナー：小林 麗菜 2025年5月26日閲覧。
60. ↑  ヤーレンズのダダダ団! (2024-12-12), ABCラジオ【ヤーレンズのダダダ団！】#11(2024年12月9日)　パートナー：小林 麗菜 2025年6月2日閲覧。
61. ↑  ヤーレンズのダダダ団! (2025-01-05), ABCラジオ【ヤーレンズのダダダ団！】#14(2024年12月30日)　パートナー：ランジャタイ国崎 和也 2025年6月2日閲覧。
62. ↑  @dadadadan18271 (16 December 2024). “今日のゲストパートナーはDr.ハインリッヒさん！仲良し4人のトークです。これってポエジャンですか？？”. X（旧Twitter）より2025年5月19日閲覧.
63. ↑  @dadadadan18271 (24 March 2025). “今夜のゲストパートナーは、Dr.ハインリッヒのお二人！ポエジャン！波動！その他、リアクションメールお待ちしてます！”. X（旧Twitter）より2025年5月19日閲覧.
64. 1 2  @dadadadan18271 (13 January 2025). “📻今夜21時15分～OA#ツギハギ 月曜日〜ヤーレンズの #ダダダ団！〜今夜、ラフ次元さんとお届けするコーナーは・・・1⃣梅村テンションダウン2⃣嘘雑学3⃣かかり-1グランプリ”. X（旧Twitter）より2025年5月19日閲覧.
65. ↑  @Yarlens_Dei (2 February 2025). “🆕新コーナ爆誕！当然ですが＂マジなやつ＂を送って来られても読まれないと思いますので、そこのところよろしくお願いします！！”. X（旧Twitter）より2025年5月14日閲覧.
66. ↑  @dadadadan18271 (19 May 2025). “今夜21:15~オンエア📻新婚の出井さん＆ショーゴさんへのスペシャルテーマメールを募集！”. X（旧Twitter）より2025年5月19日閲覧.